# 대한민국 형법 제23조
대한민국 형법 제23조는 자구행위에 대한 형법총론의 조문이다.

## 조문
제23조(자구행위) ① 법정절차에 의하여 청구권을 보전하기 불능한 경우에 그 청구권의 실행불능 또는 현저한 실행곤란을 피하기 위한 행위는 상당한 이유가 있는 때에는 벌하지 아니한다.
②전항의 행위가 그 정도를 초과한 때에는 정황에 의하여 형을 감경 또는 면제할 수 있다.

第23條(自救行爲) ① 法定節次에 依하여 請求權을 保全하기 不能한 境遇에 그 請求權의 實行不能 또는 顯著한 實行困難을 避하기 爲한 行爲는 相當한 理由가 있는 때에는 罰하지 아니한다.
②前項의 行爲가 그 程度를 超過한 때에는 情況에 依하여 刑을 減輕 또는 免除할 수 있다.

## 참고문헌
- 고영구. (1989, 2). 형법-형법 제21조 내지 제23조의 상당한 이유. 고시계, 34(3), 284-287.
- 송진경. (2010). 형법 제23조 자구행위 등 위법성조각사유의 존재이유. 형사법연구, 22(2), 3-32.
- 허황. (2020). 형법 제23조 자구행위의 재검토. 형사법연구, 32(2), 3-29.

## 같이 보기
- 원인에 있어서 자유로운 행위
- 대한민국 민법 제209조 자력구제